# Кіровоградський академічний обласний український музично-драматичний театр ім. М. Л. Кропивницького
Кіровоградський академічний обласний український музично-драматичний театр ім. М. Л. Кропивницького — обласний музично-драматичний театр у місті Кропивницький, головна театральна сцена Кіровоградської області.

## Історія

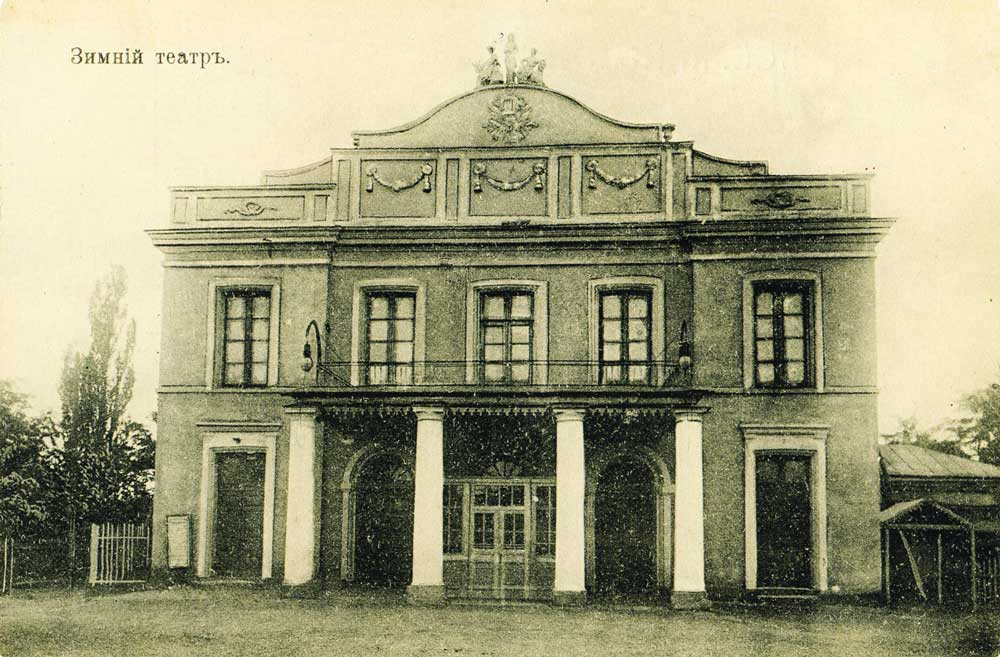
Єлисаветградський зимовий театр у XIX ст. В ньому 27 жовтня 1882 р. відбулась перша вистава «Товариства українських артистів під орудою М. Л. Кропивницького»

Приміщення театру споруджено у Єлисаветграді 1867 року на кошти інженера-полковника Г. В. Трамбицького. В цьому ж приміщенні 27 жовтня 1882 року народився перший професійний національний реалістичний театр під орудою М. Л. Кропивницького. Виставою «Наталка Полтавка» І.Котляревського він заявив світові про зрілість української театральної культури та її самобутність. Створив цей театр всупереч всіляким обмеженням і перешкодам російської влади.
Визначаючи історичне місце утворення професійного театру, член-кореспондент АН України Є. Кирилюк наголошував: «Коли Кам'янка-Струмилова — є колискою давнього театру, а Полтава — театру нової доби, то Кіровоградщина є батьківщиною професійного національного театру». Письменник Володимир Панченко, доктор філологічних наук, професор Національного університету «Києво-Могилянська академія» підкреслює «Професійний театр корифеїв з'явився тому, що вельми дужою була українська стихія в наших степах. Кропивничанам судилося продовжити велику справу своїх попередників, а значить — творити стихію національної театральної культури всупереч усім негараздам». Президент України у розпорядженні від 19 липня 1996 року зазначив «загальнонаціональне історико-культурне значення Кіровоградського обласного українського музично-драматичного театру імені М. Л. Кропивницького — продовжувача найкращих традицій першого українського професійного театру, де плекалися таланти видатних театральних митців».
Відомими майстрами сцени стали М.Крушельницький, Г.Юра, І.Мар'яненко, В.Магар.
Єлисаветградський театр до 1920 року змінив шість власників. 1919 року мав назву «Красный театр им. Троцкого»; 1920 — «1-й советский», Міський театр ім. Т. Г. Шевченка; 1921 — «Перший радянський»; «Советский им. Шевченка»; 1925 — Пересувний український робітничо-селянський… 1933 (у зв'язку з капітальним ремонтом) театр ім. Т. Г. Шевченка відряджається Наркомосом УРСР для обслуговування новоутвореної області до Чернігова. Очолює його художній керівник Г.Воловик. На початку 1934 року театр переходить на стаціонарне обслуговування і назавжди залишається в Чернігові.
Місто залишилося без театру. Під час утворення Кіровоградської області організовується новий театр, який отримує статус обласного закладу (з базою в м. Олександрії). Першим директором стаціонарного театру призначено Л.Шекідзе (1938). З 1940 року театр носить ім"я М. Л. Кропивницького. 1944 року театр повертається з евакуації і назавжди осідає в Кропивницькому.
За цей час театр поставив Шевченківські твори або за мотивами його творів: «Катерина» (1939 р., 1955 р., 1964 р., 1975 р.), «Мати-наймичка» (1969 р.), «Невольник» (1961 р.), «Титарівна» (1977 р., 1981 р.), «Назар Стодоля» (1987 р.), «Гайдамаки» (2007 р.)
За рішенням ЮНЕСКО в 1982 році відзначалося сторіччя театру[джерело?]. Мольєр, Шекспір, Бомарше, Гольдоні, Оноре де Бальзак, Гюго, Лопе де Вега, Кальдерон, Шоу, Фігейредо — далеко не повний перелік імен авторів, чиї твори йшли на сцені театру. Значна увага приділяється новому прочитанню української класики. Кропивничани першими дали сценічне життя призабутим і колись забороненим творам: п'єсам «Чумаки» І. Карпенка-Карого (1956), «Соло на флейті» І. Микитенка (1957), «Республіка на колесах» Я. Мамонтова (1957), «Дума про Британку» Ю.Яновського (1980), «Замулені джерела» (1958), «Перед волею» М.Кропивницького (1996), «Хрест життя» М.Старицького (1978), «Чмир» М.Кропивницького (2003), «Бажання екстриму» А.Крима (2003). Здійснили експериментальну постановку моновистави за п'єсою Я.Верещака «Хованка» (2006).
Актори трупи демонстрували своє мистецтво більш, ніж у ста містах України, Росії, Башкирії, Татарії, Осетії, Молдови, Прибалтики, Білорусі, гастролювали у всіх районах Кіровоградської області.

## Сучасність
У 2000 році в театрі створено «Золотий фонд театру ім. М. Л. Кропивницького», на стенди якого занесені імена фундаторів театру та його сподвижників, які стояли біля колиски першого професійного театру, а також імена спадкоємців усіх років, які удостоєні високих почесних звань.
За роки незалежності театр взяв участь майже у тридцяти театральних фестивалях, у тому числі семи міжнародних. 17 травня 2004 року кропивничани першими серед мистецьких колективів України відіграли благодійну виставу за п'єсою «Ревізор» Миколи Гоголя і виручені кошти перерахували на спорудження Кобзаревої церкви у Каневі. Керівник літературно-драматургічної частини В. П. Шурапов, лауреат НСТД України в галузі літературознавства і театральної критики, а також обласних премій: краєзнавчої ім. В.Ястребова, В.Винниченка, Є.Маланюка та журналістської в номінації «Телерадіожурналістика» підготував та видав ряд книг про театр, серед них: «Театру Марка Кропивницького — 120», «Про що мовчить сцена», «Синьйор Монтеккі», «Мельпомени рік благословенний, або знак долі», «Театр Марка Кропивницького: минуле і сучасне», «Марко Кропивницький та його спадкоємці» та ін.
Від 2002 року колектив очолював художній керівник-директор театру заслужений діяч мистецтв України М. В. Ілляшенко. Лауреат премій імені Володимира Винниченка та Марка Кропивницького.
Постановою колегії Міністерства культури і туризму України від 22 лютого 2006 року № 2 / 11- г Кіровоградському обласному українському музично-драматичному театру ім. М. Л. Кропивницького надано статус академічного. У 2007 р. урочисто відзначено 125-річчя театру.
Театр відкрили після реконструкції в жовтні 2012 року. За результатами перемоги на конкурсі заміщення вакантних посад, з вересня 2012 року театр очолили Володимир Єфімов (директор), Євген Курман (головний режисер з 2012 по 2021).
Наступний конкурс 2021 року мав відбутися 17 серпня, проте обидва здобувачі (Ігор Спінул та Євген Курман) напередодні відкликали свої заяви, й Кіровоградська обласна рада повторно оголосила конкурс. Документи на конкурс подали три кандидати, мотиваційний лист одного з них, Олексія Дорошева, один в один збігається із мотиваційним листом Ігоря Спінула з попереднього подання. Під час конкурсного засідання на питання про збіг, кандидат Дорошеву зауважив про подібність бачень, позицій, та й загалом, він-де цю програму «декларував, писав і провадив ще 30 років тому». По завершенню конкурсного етапу відбулася низка подій, в яких робилася спроба розібратися в ситуації: етер на «Суспільне Кропивницький», пресконференцію провів Сергій Компанієць, взяв участь з обговорення у медійних проєктах.

## Репертуар
- 2019, 20 січня — «Всі миші люблять сир» Оксани Сенатович; реж. Євген Курман[11]
- 2019, 7 березня — «Обережно — жінки!» Андрія Курейчика[ru]; реж. Людмила Колосович
- 2019, 22 червня — «Попкорн, або Куди ми котимося» Бена Елтона[en]; реж. Євген Курман
- 2019, 15 листопада — «Ніч семи покривал» за мотивами Євангелія від Марка, Оскара Вайлда та інших авторів; реж. Євген Курман
- 2019, 25 грудня — «Матінка Хурделиця» інсценізація Євгена Курмана; реж. Євген Курман
- 2020, 27 вересня — «Кохання Панночки» за п'єсою Марка Кропивницького по повісті «Вій» Миколя Гоголя; реж. Євген Курман[12]
- 2021, 25 лютого — «На полі крові» за поемою Лесі Українки; реж. Євген Скрипник
- 2021, 26 березня — «Наталка Полтавка» за однойменною п'єсою Івана Котляревського; реж. Євген Курман
- 2025, 24 січня  — «НЕ ЗАЛИШАЙТЕ БЕЗ НАГЛЯДУ ДРУЗІВ» (ART) - комедія на одну дію , композитор та художник-постановник Скрипник Євген Володимирович

## Галерея

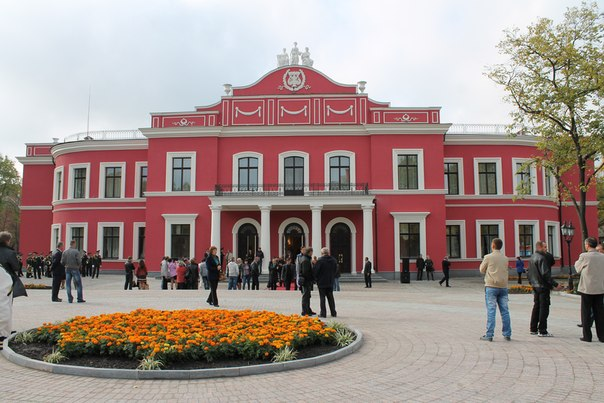
Реконструйований театр ззовні
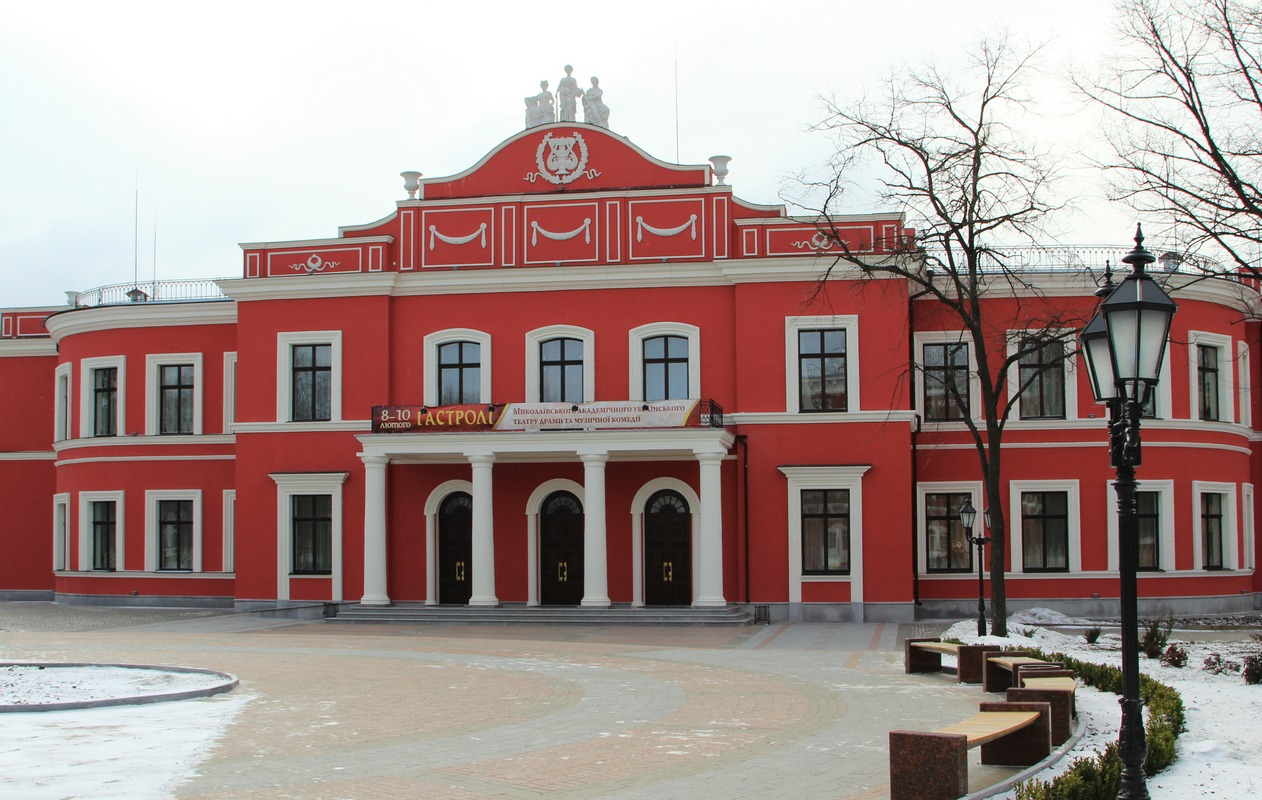
Фасад театру взимку
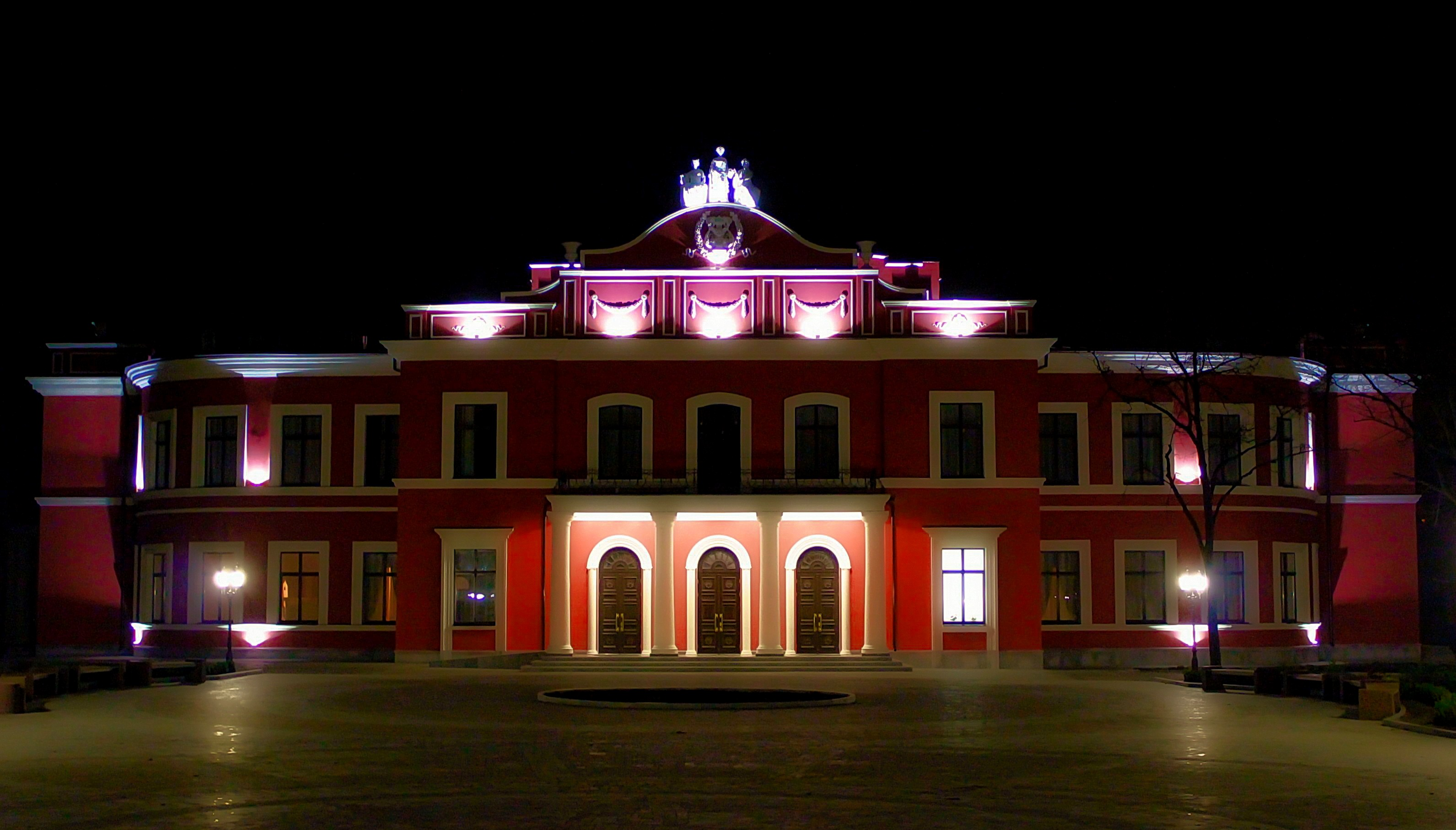
Зовнішня ілюмінація театру
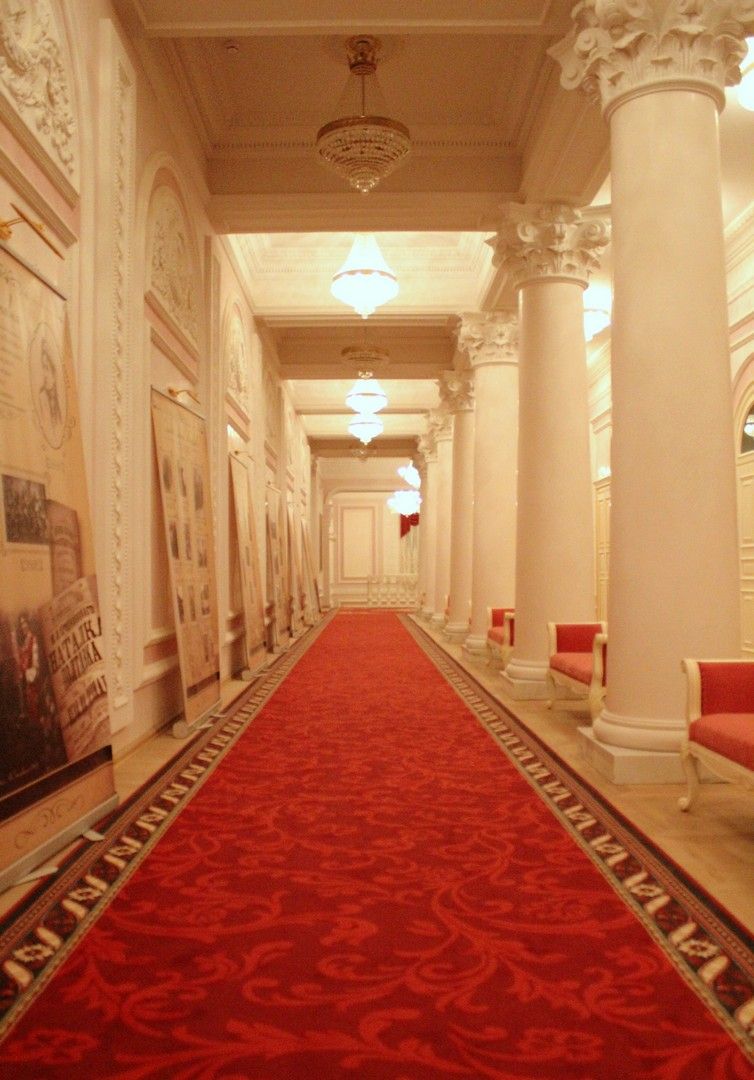
Другий поверх
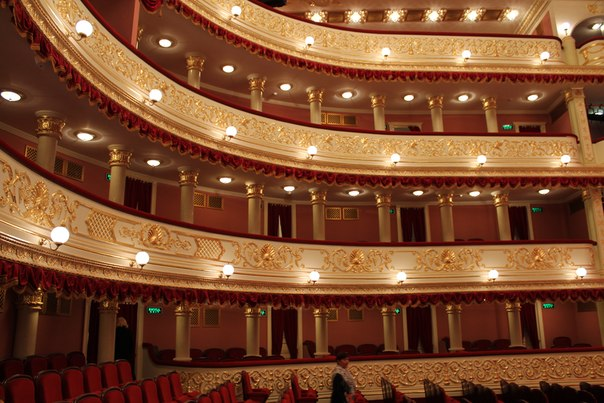
Реконструйований театр зсередини
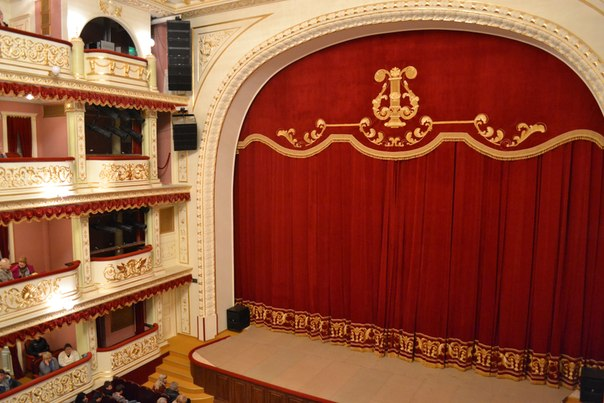
Вид на сцену
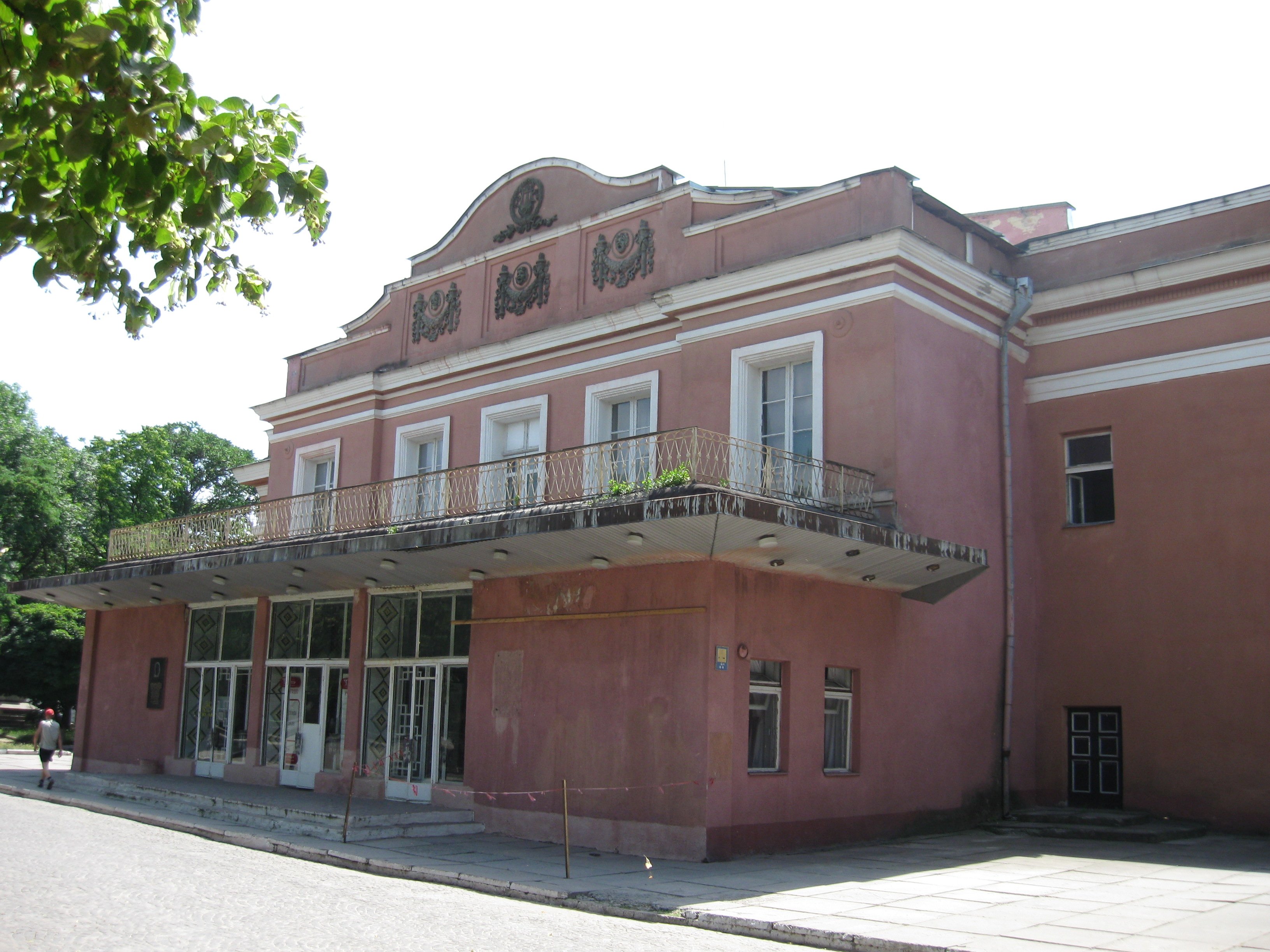
Фасад театру до реконструкції